# Affine Koordinaten
Affine Koordinaten sind Koordinaten, die im mathematischen Teilgebiet der linearen Algebra einem Punkt eines {\displaystyle n}-dimensionalen affinen Raumes bezüglich einer sogenannten affinen Punktbasis zugeordnet werden, das ist eine geordnete Menge von {\displaystyle n+1} Punkten des Raumes mit bestimmten Eigenschaften (siehe weiter unten in diesem Artikel).
Man unterscheidet dann inhomogene affine Koordinaten, die gebräuchlichste Form, bei denen die Koordinaten eines Punktes eine geordnete Menge (Tupel) von {\displaystyle n} Zahlen sind, und homogene Formen, bei denen diese Koordinaten ein {\displaystyle n+1}-Tupel bilden.
Mit Hilfe der hier beschriebenen affinen Koordinatensysteme lässt sich eine affine Abbildung durch eine Abbildungsmatrix darstellen.
Affine Koordinaten stehen in engem Zusammenhang zu Teilverhältnissen: Affine Koordinaten lassen sich in Teilverhältnisse umrechnen und umgekehrt.
In der synthetischen Geometrie werden affine Koordinaten für affine Ebenen durch eine geometrische Konstruktion, die Koordinatenkonstruktion, eingeführt. Dabei dienen Punkte einer fest gewählten Gerade der Ebene als affine Koordinaten. Für affine Ebenen über einem Körper führt dieses geometrische Konzept zu den gleichen (inhomogenen) affinen Koordinaten, wie das im vorliegenden Artikel beschriebene Vorgehen aus der analytischen Geometrie. → Siehe zu den affinen Koordinaten in der synthetischen Geometrie den Hauptartikel „Ternärkörper“.

## Definitionen

### Affines Koordinatensystem im Standardmodell
Sei {\displaystyle A} ein affiner Raum mit zugehörigem {\displaystyle K}-Vektorraum {\displaystyle V}. Sei {\displaystyle n} die Dimension von {\displaystyle V}.
Dann heißen {\displaystyle n+1} Punkte {\displaystyle p_{0},\dotsc ,p_{n}} eine affine Basis, falls die Vektoren {\displaystyle p_{1}-p_{0},\dotsc ,p_{n}-p_{0}} eine Basis von {\displaystyle V} bilden.
In diesem Fall gibt es zu jedem {\displaystyle p\in A} eindeutig bestimmte {\displaystyle \lambda _{0},\dotsc ,\lambda _{n}\in K} mit {\displaystyle p=\lambda _{0}p_{0}+\dotsb +\lambda _{n}p_{n}} und {\displaystyle \lambda _{0}+\dotsb +\lambda _{n}=1}.
Dabei bedeutet die Notation {\displaystyle p=\lambda _{0}p_{0}+\dotsb +\lambda _{n}p_{n}}, dass für einen (und damit jeden) Punkt {\displaystyle o\in A} die Gleichung {\displaystyle p-o=\lambda _{0}(p_{0}-o)+\dotsb +\lambda _{n}(p_{n}-o)} in {\displaystyle V} gilt.

### Inhomogene, baryzentrische und homogene affine Koordinaten
Im affinen Raum {\displaystyle A} gibt es keinen ausgezeichneten Nullpunkt. Eine affine Basis {\displaystyle p_{0},\dotsc ,p_{n}} trägt diesem Umstand Rechnung. Wählt man einen Basisvektor beliebig aus, etwa {\displaystyle p_{0}}, so ist {\displaystyle p_{1}-p_{0},\dotsc ,p_{n}-p_{0}} eine Basis des zugehörigen Vektorraums. Für jedes {\displaystyle q\in A} hat man also eindeutige {\displaystyle \mu _{1},\dotsc ,\mu _{n}\in K} mit {\displaystyle q-p_{0}=\mu _{1}(p_{1}-p_{0})+\dotsb +\mu _{n}(p_{n}-p_{0})}. Daraus folgt
{\displaystyle q=p_{0}+\mu _{1}(p_{1}-p_{0})+\dotsb +\mu _{n}(p_{n}-p_{0})=\left(1-\sum _{i=1}^{n}\mu _{i}\right)p_{0}+\mu _{1}p_{1}+\dotsb +\mu _{n}p_{n}}
Setzt man
{\displaystyle \lambda _{0}=1-\sum _{i=1}^{n}\mu _{i}}, {\displaystyle \lambda _{1}=\mu _{1},\dotsc ,\lambda _{n}=\mu _{n}},
so gilt {\displaystyle q=\lambda _{0}p_{0}+\dotsb +\lambda _{n}p_{n}} und {\displaystyle \lambda _{0}+\dotsb +\lambda _{n}=1}. In dieser Darstellung sind die Basispunkte {\displaystyle p_{0},\dotsc ,p_{n}} wieder gleichberechtigt, keiner der Punkte ist irgendwie ausgezeichnet.
Die Koordinaten {\displaystyle (\mu _{1};\dotsc ;\mu _{n})\in K^{n}} heißen inhomogene affine Koordinaten, {\displaystyle (\lambda _{0};\dotsc ;\lambda _{n})\in K^{n+1}{\setminus }\lbrace 0\rbrace } heißen baryzentrische affine Koordinaten von {\displaystyle q} bezüglich der Basis {\displaystyle p_{0},\dotsc ,p_{n}}. Die baryzentrischen Koordinaten liefern im Gegensatz zu den inhomogenen Koordinaten auch dann formal die gleiche Darstellung des Punktes {\displaystyle q}, wenn der Vektor {\displaystyle p_{0}} nicht der Nullvektor des Vektorraums ist.
Als homogene affine Koordinaten bezeichnet man die {\displaystyle n+1}-Tupel {\displaystyle (\mu _{1};\dotsc ;\mu _{n};1)\in K^{n+1}}; in der Literatur wird auch häufig alternativ {\displaystyle (1;\mu _{1};\dotsc ;\mu _{n})\in K^{n+1}} verwendet. Diese Notation motiviert sich durch die Interpretation des {\displaystyle n}-dimensionale affinen Punktraumes als die durch {\displaystyle x_{n+1}\not =0} gegebene Teilmenge des projektiven Raumes {\displaystyle KP^{n}}. Im projektiven Raum hat man vom {\displaystyle K^{n+1}} induzierte „homogene“ Koordinaten, wobei alle {\displaystyle (r\cdot \mu _{1};\dotsc ;r\cdot \mu _{n};r\cdot \mu _{n+1})} {\displaystyle \in K^{n+1}} mit {\displaystyle r\in K{\setminus }\lbrace 0\rbrace } denselben Punkt wie {\displaystyle (\mu _{1};\dotsc ;\mu _{n};\mu _{n+1})} {\displaystyle \in K^{n+1}{\setminus }\lbrace 0\rbrace } beschreiben, man für {\displaystyle \mu _{n+1}\not =0} also {\displaystyle \mu _{n+1}=1} setzen kann. Die Darstellung durch homogene Koordinaten kann unter anderem verwendet werden, um beliebige affine Abbildungen (Affinitäten) mit einer (erweiterten) Abbildungsmatrix ohne Translationsvektor zu beschreiben (→ zu dieser Koordinatendarstellung siehe Hauptartikel Homogene Koordinaten, zur erweiterten Abbildungsmatrix siehe Affine Abbildung: Erweiterte Abbildungsmatrix).
Zu einer affinen Basis {\displaystyle p_{0},\dotsc ,p_{n}\in A} gibt es genau eine Affinität {\displaystyle f\colon K^{n}\rightarrow A} mit {\displaystyle f(0)=p_{0},f(e_{1})=p_{1},\dotsc ,f(e_{n})=p_{n}}, wobei {\displaystyle e_{1},\dotsc ,e_{n}} die kanonische Basis von {\displaystyle K^{n}} sei. Ist nun {\displaystyle q\in A}, so können die affinen Koordinaten von {\displaystyle f^{-1}(q)\in K^{n}} bezüglich der affinen Basis {\displaystyle 0,e_{1},\dotsc ,e_{n}} im affinen Raum {\displaystyle K^{n}} wie oben berechnet werden. Die Affinität {\displaystyle f\colon K^{n}\rightarrow A} wird manchmal auch affines Koordinatensystem genannt; dem liegt die Vorstellung zu Grunde, dass {\displaystyle f} die Koordinaten von {\displaystyle K^{n}} nach {\displaystyle A} trägt.
In dieser Auffassung ist {\displaystyle f(0)} der Ursprung und {\displaystyle f^{-1}(q)} die Koordinatendarstellung des Ortsvektors eines Punktes {\displaystyle q}.

## Schwerpunkt und Koordinaten
Eine alternative Darstellung nach Thomas Zink von der Universität Bielefeld (2015) verdeutlicht den Zusammenhang mit Begriff des Schwerpunkts:

### Gewichtete Punkte
Sei {\displaystyle (A,V)} ein affiner Raum über einem Körper {\displaystyle K}.
Ein geordnetes Paar {\displaystyle (p,\lambda )} mit einem Punkt {\displaystyle p\in A} und einem Skalar {\displaystyle \lambda \in K} nennt man auch einen „gewichteten Punkt“.
Sei nun {\displaystyle (q_{1},\lambda _{1}),\dots (q_{k},\lambda _{k})} eine Sequenz von {\displaystyle k} gewichteten Punkten mit {\displaystyle \sum \nolimits _{i=1}^{k}\lambda _{i}\neq 0}.

### Schwerpunkt
Als Schwerpunkt der Sequenz bezeichnet man einen Punkt {\displaystyle p\in A} genau dann, wenn für alle Punkte {\displaystyle o\in A} gilt:
{\displaystyle {\Bigl (}\sum _{i=1}^{k}\lambda _{i}{\Bigl )}\cdot (p-o)=\sum _{i=1}^{k}\lambda _{i}(q_{i}-o)},
d. h.
{\displaystyle p=o+{\frac {1}{\sum _{i=1}^{k}\lambda _{i}}}\cdot {\sum _{i=1}^{k}\lambda _{i}(q_{i}-o)}}
Siehe Anmerkungen.
Als Gewicht der Sequenz bezeichnet man die Summe der einzelnen Gewichte {\displaystyle \sum \nolimits _{i=1}^{k}\lambda _{i}}.
Mit den auf Summe 1 normierten Gewichten {\displaystyle \mu _{i}:={\frac {\lambda _{i}}{\sum _{i=1}^{k}\lambda _{i}}}} gilt dann:
{\displaystyle p=o+\sum _{i=1}^{k}\mu _{i}(q_{i}-o)}.

### Rahmen (Basis)
Ein (n+1)-Tupel {\displaystyle (r_{0},r_{1},\dots ,r_{n})} von Punkten {\displaystyle r_{i}\in A} nennt man einen Rahmen (auch Basis des affinen Raums genannt), wenn die Verbindungsvektoren {\displaystyle b_{1}:=r_{1}-r_{0}\equiv {\overrightarrow {r_{0}r_{1}}},\dots b_{n}:=r_{n}-r_{0}\equiv {\overrightarrow {r_{0}r_{n}}}} eine Basis {\displaystyle {\underline {b}}=(b_{1};\dots b_{n})} des Vektorraums {\displaystyle V} bilden; {\displaystyle o:=r_{0}} heißt dann Ursprung und {\displaystyle (o,{\underline {b}})} ein affines Koordinatensystem.

### Punkt als Schwerpunkt seiner baryzentrischen Koordinaten
Für {\displaystyle p\in A} nennt man {\displaystyle {\underline {\lambda }}=(\lambda _{0},\dots \lambda _{n})\in K^{n+1}} die baryzentrischen Koordinaten von {\displaystyle p} bezüglich des Rahmens {\displaystyle r_{0},\dots r_{n}}, wenn {\displaystyle p} der Schwerpunkt der mit diesen Koordinaten gewichteten Rahmenpunkte {\displaystyle (r_{0},\lambda _{0}),\dots (r_{n},\lambda _{n})} ist.
Es gilt dann:
{\displaystyle p=r_{0}+{\frac {1}{\sum _{i=1}^{k}\lambda _{i}}}\cdot {\sum _{i=1}^{k}\lambda _{i}(r_{i}-r_{0})}}.
Für auf Gewicht 1 normierte baryzentrische Koordinaten {\displaystyle {\underline {\mu }}=(\mu _{0};\mu _{1};\dots \mu _{n})} gilt:
{\displaystyle p=r_{0}+\sum _{i=1}^{k}\mu _{i}(r_{i}-r_{0})=o+\sum _{i=1}^{k}\mu _{i}b_{i}}.
Wie man sieht, deckt sich diese Definition inhaltlich mit der obigen.

## Beispiele

### Zahlenbeispiel
Sei {\displaystyle A=\mathbb {R} ^{3}} der dreidimensionale reelle Koordinatenraum.
Dann bilden die drei Punkte {\displaystyle (1,0,0),(0,1,0)} und {\displaystyle (0,0,1)} zusammen mit dem Ursprung {\displaystyle (0,0,0)} eine affine Basis. Für einen Punkt {\displaystyle (x,y,z)\in \mathbb {R} ^{3}} sind die Zahlen {\displaystyle x,y,z} die affinen Koordinaten bezüglich dieser Basis.
Wählt man die affine Basis aus dem Ursprung und den Punkten {\displaystyle (1,0,0)}, {\displaystyle (0,1,0)} und {\displaystyle (-1,1,1)}, so sind die affinen Koordinaten {\displaystyle \lambda ,\mu ,\nu } zu einem Punkt {\displaystyle (x,y,z)\in \mathbb {R} ^{3}} durch {\displaystyle \lambda =x+z,\ \mu =y-z,\ \nu =z} gegeben,
denn es gilt:
{\displaystyle (x+z){\begin{pmatrix}1\\0\\0\end{pmatrix}}+(y-z){\begin{pmatrix}0\\1\\0\end{pmatrix}}+z{\begin{pmatrix}-1\\1\\1\end{pmatrix}}={\begin{pmatrix}x\\y\\z\end{pmatrix}}.}

### Geradengleichung
Geraden {\displaystyle g} sind eindimensionale affine Unterräume und je zwei verschiedene Punkte {\displaystyle p_{0},p_{1}\in g} bilden eine affine Basis. Die Darstellung der Punkte von {\displaystyle g} in affinen Koordinaten führt zur Geradengleichung in der sogenannten Parameterform, denn es ist
{\displaystyle g=\{\lambda p_{0}+\mu p_{1}|\,\lambda ,\mu \in \mathbb {R} ,\lambda +\mu =1\}=\{(1-\mu )p_{0}+\mu p_{1}|\,\mu \in \mathbb {R} \}=\{p_{0}+\mu (p_{1}-p_{0})|\,\mu \in \mathbb {R} \}}.

### Gleichungssysteme
Die Lösungsmenge eines inhomogenen linearen Gleichungssystems bildet einen affinen Raum. Ist {\displaystyle p_{0}} eine spezielle Lösung des inhomogenen Gleichungssystems und {\displaystyle u_{1},\dotsc ,u_{n}} eine Basis des Lösungsraumes des zugehörigen homogenen Systems, so bilden {\displaystyle p_{0},p_{1}=p_{0}+u_{1},\dotsc ,p_{n}=p_{0}+u_{n}} eine affine Basis des affinen Lösungsraums des inhomogenen Gleichungssystems.
Zu jeder Lösung {\displaystyle p} gibt es daher eindeutig bestimmte {\displaystyle \lambda _{0},\dotsc ,\lambda _{n}\in K} mit {\displaystyle p=\lambda _{0}p_{0}+\dotsb +\lambda _{n}p_{n}} und {\displaystyle \lambda _{0}+\dotsb +\lambda _{n}=1}. Diese Betrachtung zeigt die bekannte Tatsache, dass es für ein inhomogenes lineares Gleichungssystem keine ausgezeichnete spezielle Lösung gibt.

## Konvexkombinationen
Sei gegeben ein affiner Raum über einem geordneten Körper {\displaystyle (K,\leq )} wie z. B. {\displaystyle (\mathbb {R} ,\leq )}. Eine Konvexkombination von {\displaystyle n+1} Punkten {\displaystyle p_{0},\dotsc ,p_{n}} ist eine spezielle Darstellung in baryzentrischen affinen Koordinaten {\displaystyle \lambda _{0},\dotsc ,\lambda _{n}\in K}, bei der nicht nur {\displaystyle \lambda _{0}+\dotsb +\lambda _{n}=1} sondern darüber hinaus auch {\displaystyle 0\leq \lambda _{i}} (nichtnegativ) für alle {\displaystyle i=1,\dotsc ,n} gilt.